# Erik M. Conway
Erik M. Conway (* 1965) ist ein US-amerikanischer Historiker und Sachbuchautor, dessen Arbeitsgebiet die Wissenschaftsgeschichte ist. Er ist im Jet Propulsion Laboratory angestellt, einer Forschungseinrichtung, die zum California Institute of Technology (Caltech) gehört.

## Leben und Wirken
Conway promovierte an der University of Minnesota und war anschließend am Langley Research Center der NASA in Hampton (Virginia) angestellt. Später wurde er Historiker am Jet Propulsion Laboratory in Pasadena.
Zu seinem Forschungsschwerpunkt zählen die Wechselwirkungen von staatlicher Politik, wissenschaftlicher Forschung und technologischem Wandel. Unter anderem forschte er an Luft- und Raumfahrtthemen sowie Atmosphären- und Klimaforschung.
2010 publizierte er zusammen mit der Wissenschaftshistorikerin Naomi Oreskes das Buch Merchants of Doubt, das in mehrere Sprachen übersetzt wurde und 2014 auch auf Deutsch erschien. Die Kritiken zu "Merchants of Doubt" waren größtenteils "enthusiastisch". Die Arbeit sei eine "faszinierende und wichtige" Studie (Philip Kitcher in Science) und "ein Buch, das alle Ökologen und Umweltwissenschaftler lesen sollten" (David Lindenmayer in Austral Ecology).  Mittlerweile gilt es als Standardwerk in Bezug auf die organisierte Klimawandelleugnung durch Industrielobbyisten.
Das Buch handelt von einer Gruppe amerikanischer Physiker, die versuchten im Auftrag des George C. Marshall-Instituts, einem der Republikanischen Partei und der Wirtschaft nahestehenden konservativen Think-Tank, wissenschaftliche Erkenntnisse in verschiedenen Bereichen der Umweltforschung bewusst in Zweifel zu ziehen. Obwohl zunächst normale Forscher, die regulär in Fachzeitschriften publiziert hatten, wendeten sich diese seit den 1970er Jahren immer mehr in Richtung konservativer Interessen und betrieben während der Regierung Reagan und George H. W. Bush gezielten Lobbyismus. Hierbei setzten sie bei einer Reihe verschiedener Themen die gleichen Taktiken ein. Dazu zählten sehr hohe Medienpräsenz, die Diskreditierung von Forschern und ihrer Ergebnisse, der gezielte Einsatz von Falschinformationen, Maßnahmen zur Verbreitung von Verwirrung und das Bezweifeln der Seriosität wissenschaftlicher Erkenntnisse, auch wenn diese in der Wissenschaft eine große Bestätigung fanden.

## Schriften (Auswahl)
- Naomi Oreskes, Erik M. Conway: The Big Myth: How American Business Taught Us to Loathe Government and Love the Free Market. Bloomsbury Publishing 2023, ISBN 978-1-635-57357-2.
- Naomi Oreskes, Erik M. Conway: The Collapse of Western Civilization: A View from the Future. Columbia University Press, 2014, ISBN 978-0231169547.
  - Deutsche Übersetzung: Vom Ende der Welt: Chronik eines angekündigten Untergangs. Oekom, München 2015, ISBN 978-3-865-81747-1.
- Naomi Oreskes, Erik M. Conway: Merchants of Doubt: How a Handful of Scientists Obscured the Truth on Issues from Tobacco Smoke to Global Warming. Bloomsbury Press, 2010, ISBN 978-1-596-91610-4.
  - Deutsche Übersetzung: Die Machiavellis der Wissenschaft. Das Netzwerk des Leugnens. Wiley-VCH, Weinheim 2014, ISBN 978-3-527-41211-2.
- Erik M. Conway: Atmospheric Science at NASA: A History (New Series in NASA History). Johns Hopkins University Press 2008, ISBN 978-0-801-88984-4.
- Erik M. Conway: High-Speed Dreams: NASA and the Technopolitics of Supersonic Transportation, 1945–1999 (New Series in NASA History). Johns Hopkins University Press 2008, ISBN 978-0-801-89081-9.
- Erik M. Conway: Blind Landings: Low-Visibility Operations in American Aviation, 1918–1958. Johns Hopkins University Press 2006, ISBN 978-0-801-88449-8.
- Michael S. Reidy, Gary Kroll, Erik M. Conway: Exploration and Science: Social Impact and Interaction (Science and Society). ABC-CLIO 2006, ISBN 978-1-576-07985-0.